# Xenojulis margaritaceus
Xenojulis margaritaceus (Macleay, 1883) è un pesce di acqua salata appartenente alla famiglia Labridae. È l'unica specie del genere Xenojulis.

## Habitat e Distribuzione
Proviene dalle barriere coralline dell'oceano Pacifico, soprattutto da Nuova Guinea, Australia e Filippine. Vive nelle aree ricche di vegetazione acquatica o di coralli, di solito con substrato sabbioso.

## Descrizione
Presenta un corpo compresso lateralmente, piuttosto alto e non particolarmente allungato, con il profilo della testa leggermente appuntito. La pinna caudale non è biforcuta, ma ampia, come le pinne pettorali. La pinna dorsale e la pinna anale sono alte e lunghe. La livrea nei maschi è prevalentemente marrone, con il ventre e qualche macchia più chiara. Sulla testa sono presenti delle striature rossastre e verdastre. Le femmine hanno delle macchie scure sulle pinne pelviche; non supera i 10 cm.

## Biologia
A parte la distribuzione, si sa molto poco delle abitudini di questo pesce.

## Conservazione
Questa specie è classificata come "a rischio minimo" (LC) dalla lista rossa IUCN perché non sembra essere minacciata da particolari pericoli; è diffuso in varie aree marine protette.